# Northrop Grumman MQ-8 Fire Scout
O Northrop Grumman MQ-8 Fire Scout é um helicóptero não tripulado desenvolvido pela Northrop Grumman para uso da Força Aérea dos Estados Unidos. Foi desenhado para prover missões de reconhecimento e suporte às tropas de combate terrestre, naval e à força aérea.